# Comănești (okręg Harghita)
Comănești (węg. Homoródkeményfalva) – wieś w Rumunii, w okręgu Harghita, w gminie Mărtiniș. W 2011 roku liczyła 223 mieszkańców.